# História do Ladaque

Mapa da Caxemira histórica com o Ladaque a violeta

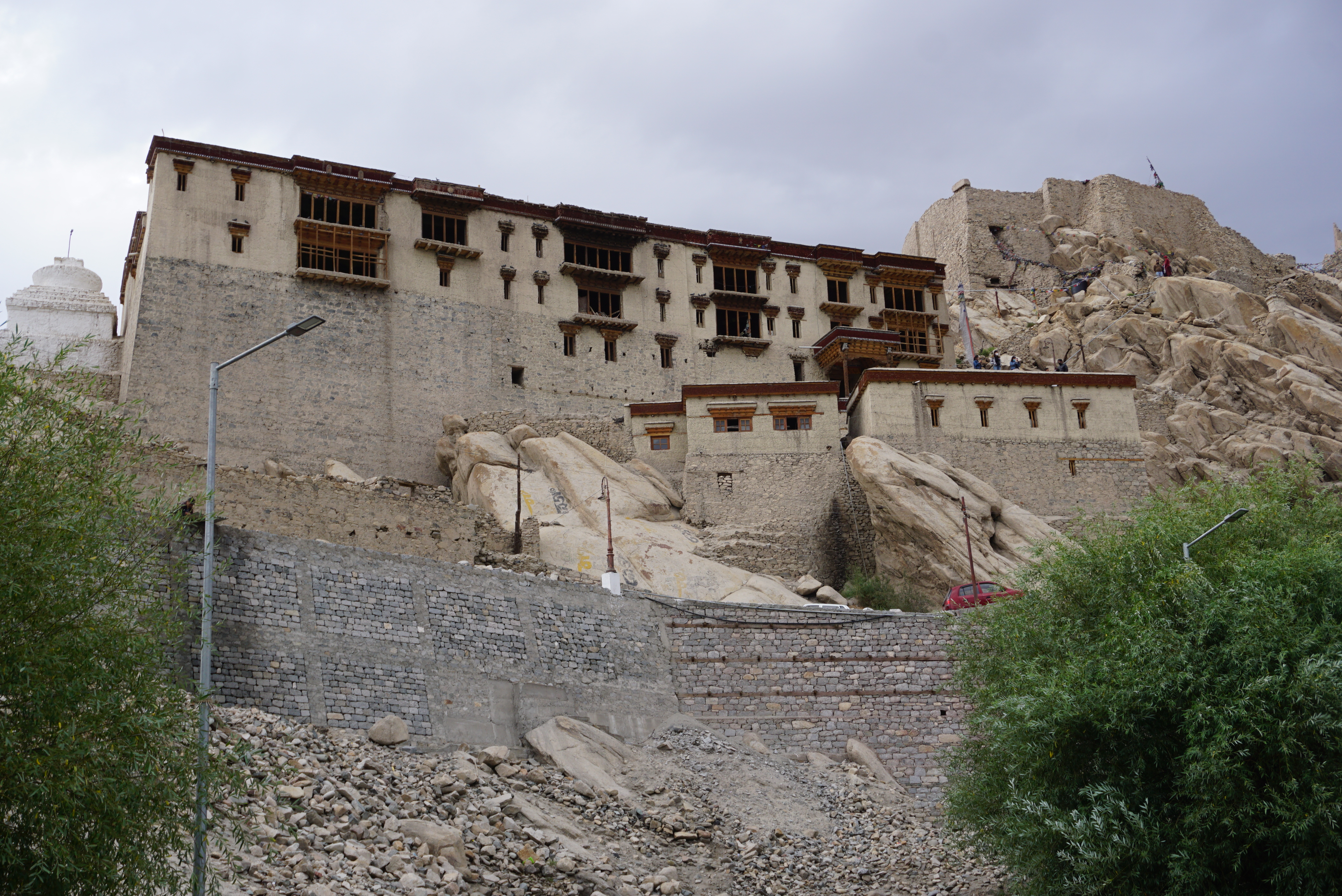
Palácio e mosteiro de Shey, residência do rei do Ladaque antes do século XVII

O Ladaque em inglês: Ladakh) é uma região histórica no topo norte da Índia, com fortes influências culturais e étnicas tibetanas. Foi uma entidade política independente durante vários séculos, até à primeira metade do século XIX, quando foi integrada no estado principesco de Jamu e Caxemira.
Há muito poucos dados históricos sobre o Ladaque anteriores à criação do respetivo reino em meados do século IX. Antes disso dificilmente se pode considerar o Ladaque uma entidade política separada. Após pelo menos dois séculos de domínio ou forte influência tibetana, o reino independente surgiu após o colapso do Império Tibetano, na primeira metade do século IX, quando as regiões fronteiriças se tornaram reinos independentes, a maior parte deles governados por monarcas aparentados com a família real tibetana. O quinto rei da primeira dinastia chegou a conquistar parte do Baltistão, Kulu e Mustang (atualmente parte do Nepal). Apesar da sua ascendência tibetana, os reis da primeira dinastia estreitaram as relações religiosas com o noroeste da Índia, nomeadamente Caxemira. Essa situação mudou na sequência das invasões muçulmanas cerca do século XIII, que tiveram como consequência a substituição do budismo pelo islão como religião predominante nas regiões vizinhas a oeste, noroeste e sul. Os monarcas ladaques reaproximaram-se novamente em termos religiosos do Tibete budista.
Ao longo da sua história, a região sofreu vários ataques, quer provenientes dos vizinhos dominados por governantes e saqueadores muçulmanos a oeste e noroeste, quer dos vizinhos budistas tibetanos ou chineses a leste, o que pode ter contribuído para o declínio e fragmentação do reino, que chegou a estar dividido em dois, cada um deles com o seu próprio rei: o Ladaque Inferior e o Ladaque Superior. O reino foi reunificado por Bhagan, fundador da dinastia Namgyal que perdura até à atualidade embora não reine desde 1834. O período áureo do reino do Ladaque foi provavelmente o do reinado de Sengge Namgyal (r. 1616–1642), que mudou a capital para Lé, onde construiu um palácio, conquistou Zanskar e Spiti e reconstruiu vários mosteiros budistas.
Durante o reinado de Sengge Namgyal ocorreram confrontos com o Império Mogol, que entretanto tinham ocupado Caxemira e o Baltistão. O Ladaque foi derrotado, mas logrou ficar independente fazendo algumas cedências e ficando aliado dos mogóis, que ajudaram a repelir uma tentativa de invasão tibetana no último quartel do século XVII. A queda de facto do Império Mogol, no início do século XIX, privou o Ladaque do seu aliado mais poderoso e em 1834, o general dogra rajapute Zorauar Singue conquistou o Ladaque, que passou a integrar os domínios do marajá Gulabe Singue, apesar de gozar de bastante autonomia. Em 1846, o Ladaque foi formalmente incorporado no principado de Jamu e Caxemira, do qual Gulabe Singue foi o primeiro monarca, passando assim a fazer parte da Índia britânica. Após a independência da Índia, grande parte do principado, com o Ladaque incluído, passou a constituir o estado indiano de Jamu e Caxemira. Quando este estado foi dissolvido, em 2019, o Ladaque passou a ser um Território da União.

## Antiguidade

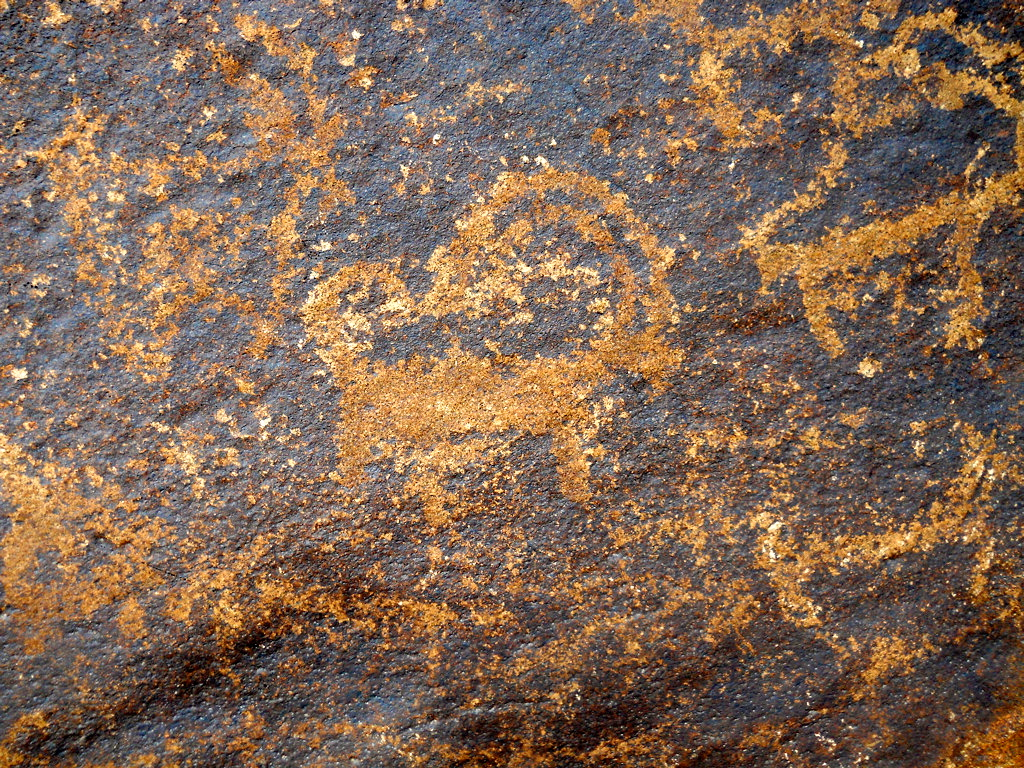
Petróglifos em Stakna, que atestam que o Ladaque pertenceu ao Império Cuchana

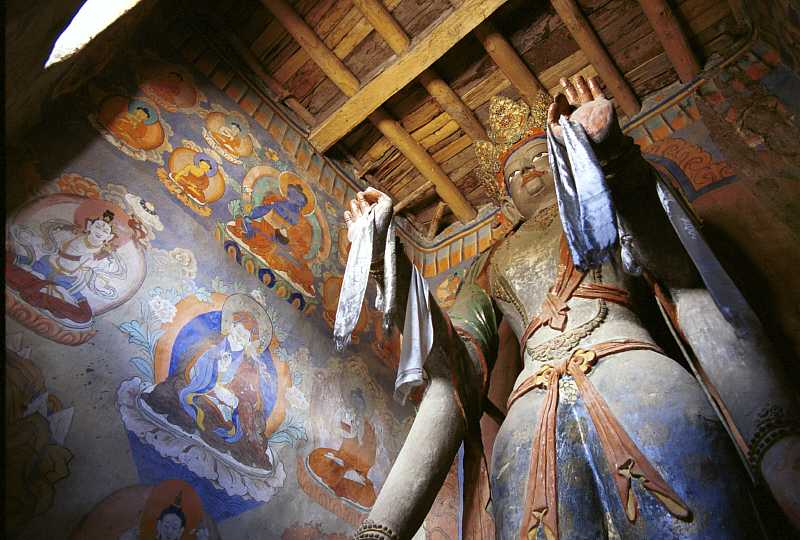
Estátua gigante de Avalokiteshvara no mosteiro budista de Alchi, do final do século X ou início do século X, um dos únicos mosteiros do Ladaque anteriores ao século XVI–XVII que chegou aos nossos dias

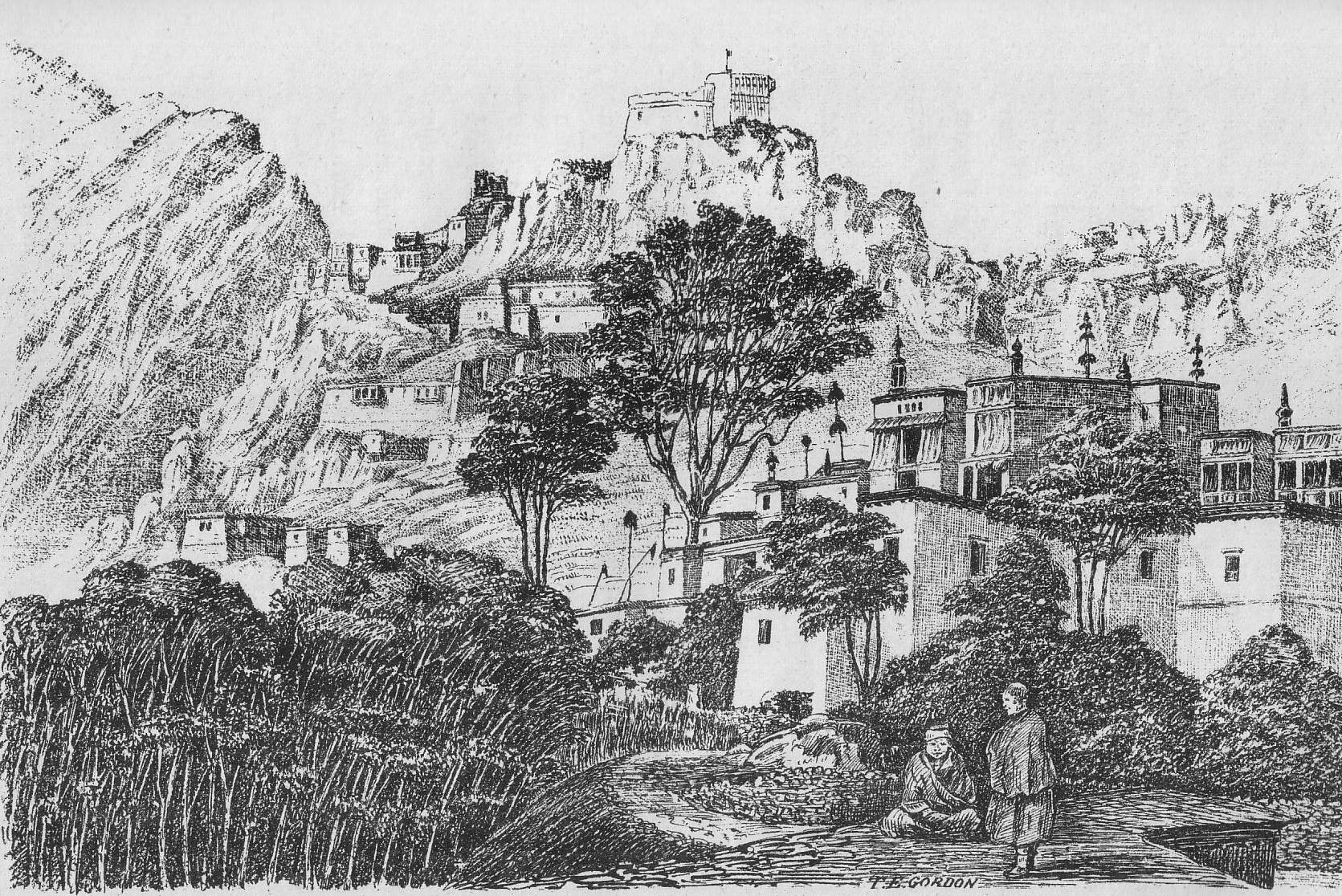
Gravura da gompa (mosteiro budista) de Hemis publicada em 1870

Os primeiros habitantes do Ladaque foram provavelmente dardos (em ladaque: brokpa). Heródoto menciona duas vezes um povo chamado dadikai, primeiro com os gandarioi e depois na lista da invasão da Grécia por Xerxes (r. 486–465 a.C.). O historiador grego também mencionou os escavadores de ouro da Ásia Central, os quais também são mencionados em ligação com os dardos por Nearco, o almirante de Alexandre, o Grande, e Megástenes.
No século I d.C., Plínio, o Velho voltou a mencionar os dardos como grande produtores de ouro. Estas menções podem estar relacionadas com um vago conhecimento de atividades de garimpo de ouro no Ladaque e Baltistão.[carece de fontes?] Ptolomeu situa os daradrai nas partes mais a montante do rio Indo e o nome Darada é usado em listas geográficas dos Puranas.[carece de fontes?]
O primeiro vestígio de história política encontra-se na inscrição em caroste de Uvima Kavthisa, descoberta perto da ponte K'a-la-rtse (Khalatse) do rio Indo, pela qual se sabe que cerca do século I d.C. o Ladaque fazia parte do Império Cuchana. Outras inscrições curtas em brami e em caroste foram também descobertas no Ladaque.[carece de fontes?]
O monge peregrino chinês Xuanzang, c. 634 d.C. descreve uma viagem de Chuluduo (Kūluta, atualmente Kulu) a Luohuluo (Lahul) e informa que «daqui, a estrada, em direção a norte, por mais de 1 800 ou 1 900 'li' por caminhos perigosos e atravessando montanhas e vales, leva ao país de Lāhul. Indo mais para norte por mais de mil 'li' ao longo de uma estrada cheia de dificuldades e obstáculos, com ventos frios e flocos de neve a flutuar, pode alcançar-se o país de Marsa (também conhecido como Sanbohe)». Este reino de Mar-sa ou Moluosuo parece ser um sinónimo de Mar-yul, um nome comum do Ladaque. Noutra parte, o texto informa que Mo-lo-so, também chamado San-po-ho faz fronteira com Suvarnagotra ou Suvarnabhumi ("Terra do Ouro") e com o Reino das Mulheres (Strirajya). Segundo o tibetólogo Giuseppe Tucci, o reino de Zhangzhung, ou pelo menos as suas províncias meridionais, era conhecido por aquele nome pelos indianos do século VII. Em 634 ou 635, Zhangzhung reconheceu pela primeira vez a suserania tibetana e em 653 foi nomeada para lá um comissário (mnan) tibetano. A administração regular tibetana estabeleceu-se em 662 e em 677 estalou uma rebelião que fracassou.[carece de fontes?]
No século VIII, o Ladaque viu-se envolvido nos conflitos entre a expansão tibetana, vinda de leste, e a influência exercida pela China a partir da Ásia Central. Em 716 foi realizado um censo e em 724 a administração foi reorganizada. Em 737 os tibetanos lançaram um ataque contra o rei de Bru-za (Gilgit), que pediu ajuda aos chineses mas acabou por ser forçado a prestar vassalagem ao Tibete. O monge coreano Hyecho (em pinyin: Hui Chao; 704–787) chegou à Índia por mar e voltou à China em 727 através da Ásia Central. Ele menciona três reinos situados a nordeste de Caxemira que eram vassalos do Tibete:
| “ | [...] A região é estreita e pequena e as montanhas e vales muito escarpados. Há mosteiros e monges e o povo venera fielmente as "Três Joias". Já no reino do Tibete a leste, não há quaisquer mosteiros e o ensinamento de Buda é desconhecido; mas nestes países a população é formada por Hus; pelo que eles são crentes. | ” |
|   | — Citado por Luciano Petech em “Kingdom of Ladakh”, p. 10. |   |

Janet Rizvi salienta que esta passagem confirma não só que no início do século VIII o Ladaque estava sob suserania tibetana como a população não era de origem tibetana.
Em 747, o domínio tibetano enfraqueceu devido à campanha militar do general chinês Gao Xianzhi, que tentou restabelecer as comunicações diretas entre a Ásia Central e Caxemira. Depois da derrota de Gao frente aos carlucos e árabes no rio Talas em 751, a influência chinesa declinou rapidamente e a influência tibetana foi retomada.[carece de fontes?]
O tratado de geografia “Hudud al-Alam” (982), escrito em persa por um autor desconhecido afegão, menciona o "Tibete Boloriano" (Bolor = Bolu, Baltistão), onde os habitantes eram principalmente comerciantes e viviam em cabanas. A existência de cruzes nestorianas (usada pelos seguidores da Igreja Assíria do Oriente) esculpidas em rochedos, aparentemente devidas a mercadores sogdianos cristãos encontradas em Drangtse (Tangtse; 115 km a leste de Lé), e de inscrições em árabe da mesma época comprovam a importância do comércio na região. Depois do colapso da monarquia tibetana em 842, a suserania tibetana desvaneceu-se rapidamente.[carece de fontes?]

## A primeira dinastia tibetana

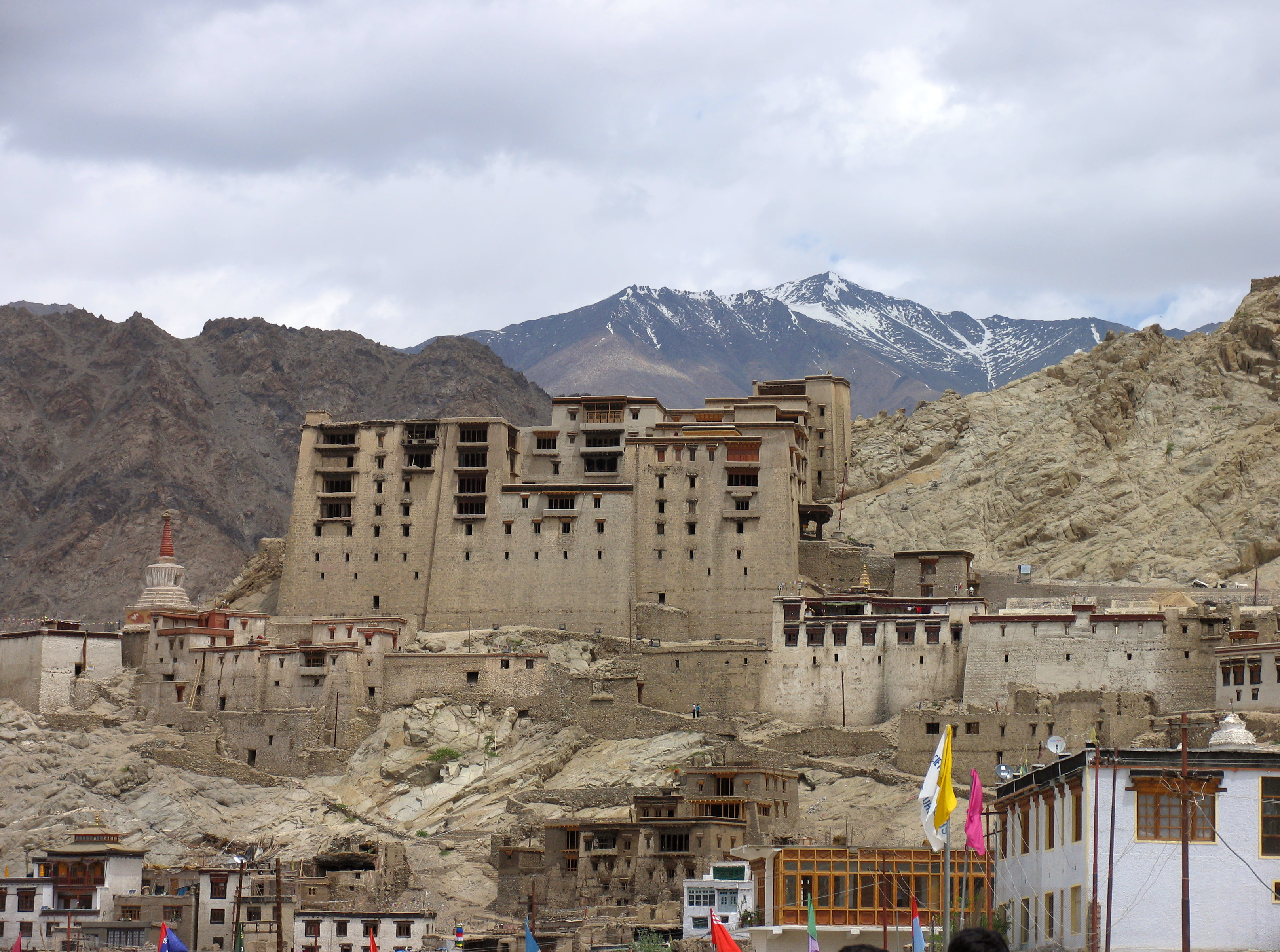
O Palácio de Lé, construído pelo rei Sengge Namgyal r.

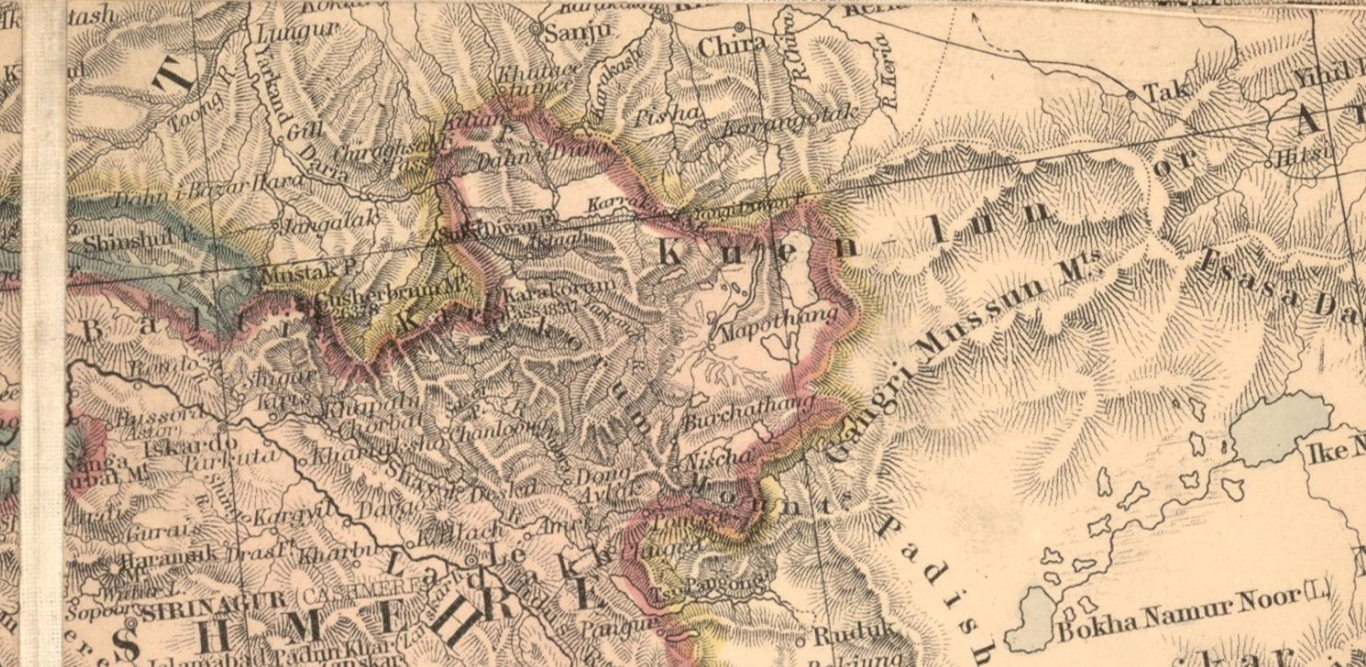
Mapa de 1885 com a Caxemira oriental, Ladaque, vale de Karakash em Aksai Chin (historicamente parte do Ladaque)

Depois da divisão do Império Tibetano em 842, Nyima-Gon, um representante da antiga casa real tibetana fundou a primeira dinastia do Ladaque. O reino de Nyima-Gon tinha o seu centro bastante a leste do atual Ladaque. Foi durante essa época que o Ladaque foi "tibetizado", o que resultou num país habitado por uma população mista, onde as etnias tibetanas eram predominantes. No entanto, pouco depois da conquista, na tentativa de estabelecer o budismo a dinastia virou-se não para o Tibete para para o noroeste da Índia, particularmente para Caxemira. Este evento é conhecido como a "Segunda Difusão do Budismo" na região (a primeira difusão ocorreu no Tibete). Um dos primeiros reis, Lde-dpal-hkhor-btsan (r. c.  870–900) fez um juramento de desenvolver a religião Bön no Ladaque e fundou oito mosteiros, entre os quais o do Alto Manahris, além de encorajar a produção em massa de escritos Hbum para espalhar a religião. Pouco se sabe sobre a dinastia fundada por Nyima-Gon. O quinto rei da linhagem tinha um nome sânscrito — Lhachen Utpala — e conquistou Kulu, Mustang (atualmente parte do Nepal) e parte do Baltistão.
Devido às mudanças políticas resultantes das invasões muçulmanas, cerca do século XIII, a Índia deixou de ter interesse para o budismo e o Ladaque começou a procurar e aceitar orientação do Tibete para assuntos religiosos.[carece de fontes?]

## Dinastia Namgyal
Raides sucessivos ao Ladaque dos estados saqueadores da Ásia Central levaram ao enfraquecimento e conversão parcial da população ao islão. O reino foi dividido em dois, com o Ladaque Superior governado pelo rei Takpabum, de Basgo, e o Ladaque Inferior governado pelo rei Takbumde, de Lé e Shey. Bhagan, um rei tardio de Basgo, reuniu novamente o país derrubando o rei de Lé. Tomou o sobrenome de Namgyal (que significa vitorioso) e fundou uma nova dinastia que ainda existe atualmente. O rei Tashi Namgyal (r. 1555–1575) conseguiu repelir a maior parte dos saqueadores e construiu um forte real no cimo do monte Namgyal de Lé. Um dos seus sucessores, Tsewang Namgyal (r. 1753–1782), estendeu temporariamente o seu reino até ao Nepal.
Durante o reinado de Jamyang Namgyal (r.c.  1595–1616), o Ladaque foi invadido pelo soberano do Baltistão Ali Sher Khan Anchan em resposta à matança de alguns governantes baltis muçulmanos por parte de Jamyang. Muitas gompas budistas foram danificadas durante essa invasão e atualmente existem muito poucas gompas anteriores a esse período. O sucesso da campanha militar de Ali Sher Khan impressionou os seus inimigos. Segundo alguns relatos, Jamyang firmou um tratado de paz e deu a sua mão da sua filha em casamento a Ali Sher Khan. Por sua vez, Jamyang desposou uma princesa muçulmana, Gyal Khatun. Desse casamento nasceu Sengge Namgyal (r. 1616–1642), conhecido como o rei-leão.
Sengge Namgyal empenhou-se afincadamente em restaurar a antiga glória do reino, empreendendo uma enérgico programa de reconstrução de várias gompas e santuários, a mais famosa delas a de Hemis. Além disso, transferiu a sede real do Palácio de Shey para o Palácio de Lé e expandiu o reino para Zanskar, Spiti e Guge, mas foi derrotado pelos mogóis, que já tinham ocupado Caxemira e o Baltistão. O seu filho, Deldan Namgyal (r. 1642–1694) teve que aplacar o imperador mogol Aurangzeb construindo uma mesquita em Lé. Mais tarde, durante a Guerra Tibete–Ladaque–Mogol (1679–1684), derrotou a invasão do 5.º Dalai Lama nas planícies de Chargyal, situada entre Nimo e Basgo, com a ajuda do exército mogol comandado por Fidai Khan, filho do vice-rei de Caxemira Ibrahim Khan.
Durante essa época, após o casamento de Jamyang e Gyal Khatun, houve muitos muçulmanos baltis que se instalaram no Ladaque e numerosos missionários propagaram o islão no país, convertendo muitos locais. Foram convidados muçulmanos a fazerem comércio e o exercerem outras atividades na região.

## Idade Contemporânea
No início do século XIX o Império Mogol tinha colapsado na prática e o Império Sique estabeleceu-se no Panjabe e Caxemira. Contudo, a região dogra de Jamu permaneceu sob o domínio dos seus governantes rajaputes, dos quais o mais poderoso era o marajá Gulabe Singue. O general deste, Zorauar Singue, invadiu o Ladaque em 1834. O rei Tshespal Namgyal foi destronado e exilado em Stok. O Ladaque passou a estar sob o domínio dos dogras e em 1846 foi incorporado no estado principesco de Jamu e Caxemira. Apesar de ter perdido a independência, manteve uma autonomia considerável e relações com o Tibete. Durante a guerra sino-sique (1841–1842), o Império Qing invadiu o Ladaque, mas o exército sino-tibetano acabou por ser derrotado.[carece de fontes?]
Na década de 1940, o dirigente comunista tibetano Phuntsok Wangyal reclamou que o Ladaque fazia parte do Tibete.
Em 1947, quando a Índia se tornou independente, o Ladaque fazia parte do principado de Jamu e Caxemira, cujo marajá hesitou entre integrar o seu reino principesco na Índia ou no Paquistão. Em 1948, este último país invadiu o Ladaque, tendo ocupado Cargil e Zanskar, chegando a 30 km de Lé. A Índia enviou reforços militares por via aérea e foi enviado um batalhão de gurkhas que avançou a pé, lentamente, desde sul. Cargil foi palco de combates entre indianos e paquistaneses também em 1965, 1971 e 1999. Em 1971, a aldeia de Turtuk, vale de Nubra, foi conquistada pela Índia ao Paquistão.[carece de fontes?]
Em 1949, a China fechou a fronteira entre Nubra e Sinquião (Xinjiang), bloqueando a rota comercial milenar entre a Índia e a Ásia Central. Em 1950, a China invadiu o Tibete e milhares de tibetanos, incluindo o Dalai Lama, procuraram refúgio na Índia. Em 1962, a China ocupou o Aksai Chin e construiu rapidamente as estradas entre Sinquião e o Tibete, além de construir a estrada do Caracórum em conjunto com o Paquistão. Durante o mesmo período, a Índia construiu a  estrada Serinagar—Lé, que permitiu encurtar o tempo de viagem entre as duas cidades de 16 para dois dias. Entretanto, a China fechou a fronteira entre o Ladaque e o Tibete, pondo fim a uma relação de mais de 700 anos entre as duas regiões.
Desde os primeiros anos da década de 1960 que o número de imigrantes vindos do Tibete (incluindo nómadas Changpa) tem aumentado, devido à fuga da ocupação da sua pátria pelos chineses. Na década de 2000 havia em Lé cerca de 3 500 refugiados tibetanos, os quais não tinham passaporte, apenas documentos alfandegários. Alguns dos refugiados tibetanos no Ladaque reclamam dupla cidadania tibetana e indiana, apesar da sua cidadania indiana não ser oficial.[carece de fontes?]
Desde a Partição da Índia em 1947 e até 2019, o Ladaque foi administrado pelo governo do estado indiano de Jamu e Caxemira a partir de Serinagar, o que não agradava muito aos ladaques, que reclamavam ser governados diretamente pelo governo central da União sediado em Nova Deli como Território da União. Os defensores desta solução alegavam que o governo estadual era constantemente apático em relação aos assuntos do Ladaque, favorecia os muçulmanos e era corrupto. Em 1989 ocorreram tumultos entre budistas e muçulmanos, que levaram o Conselho Budista do Ladaque a apelar a um boicote aos muçulmanos, o qual só foi levantado em 1992.[carece de fontes?] Em outubro de 1993, o governo indiano e o governo de Jamu e Caxemira acordaram em conceder ao Ladaque o estatuto de Autonomous Hill Development Council (lit: "Conselho de Desenvolvimento de Montanha"), o que foi concretizado com a criação do Ladakh Autonomous Hill Development Council (LAHDC), que passou a administrar o distrito de Lé. O distrito de Cargil rejeitou a criação de um órgão similar em 1995, mas passados alguns anos ele foi aprovado; em 2003 foi criado o Ladakh Autonomous Hill Development Council, Kargil. Em outubro de 2019, o estado de Jamu e Caxemira foi dissolvido e o Ladaque passou a ser um Território da União.